# Maria Forescu
Maria Forescu, född 15 januari 1875 i Czernowitz, Österrike-Ungern nu Chernivtsi i Ukraina, död 23 november 1943 i Koncentrationslägret Buchenwald, tysk skådespelare.

## Filmografi (urval)
- 1925 - Den glädjelösa gatan
- 1925 – De utstötta